# Rodolfo De Benedetti

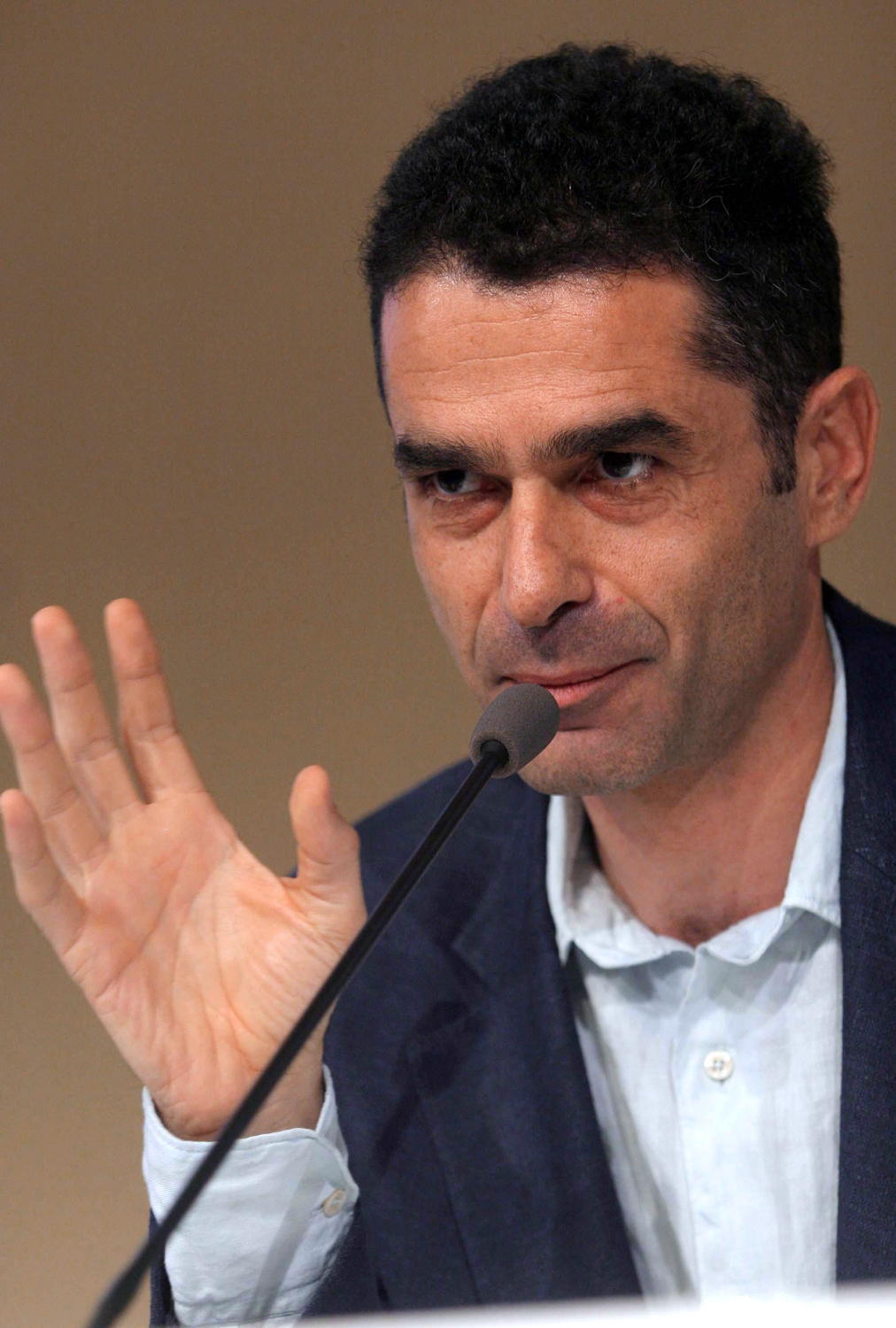
Rodolfo De Benedetti

Rodolfo De Benedetti (Torino, 2 luglio 1961) è un imprenditore e dirigente d'azienda italiano.

## Biografia
Rodolfo De Benedetti nasce a Torino nel luglio del 1961, primogenito di Carlo De Benedetti e Mita Crosetti. Dopo essersi laureato all'università di Ginevra nel 1982 in Economia Politica e nel 1985 in Legge, comincia a lavorare dal settembre 1985 al dicembre 1986 alla LODH di Ginevra in qualità di Assistente dell'Amministratore delegato, e dal gennaio 1987 al gennaio 1988 con Shearson Lehman/American Express (New York) come associato nel settore merchant banking.
Completate queste esperienze all'estero, comincia a lavorare per le aziende di famiglia ricoprendo dal 1990 al 1993 la carica di direttore generale di CIR e dal 1989 al 1995 di COFIDE. Dal gennaio 1988 al marzo 1989 è stato Direttore Affari Internazionali di COFIDE.
Fin dal suo ingresso in azienda, Rodolfo De Benedetti lavora alla ristrutturazione del gruppo CIR dopo i problemi generati dalla crisi di Olivetti, trasformandolo in una holding diversificata. Oggi il gruppo CIR è composto principalmente da tre attività industriali: SOGEFI, gruppo internazionale di componentistica auto tra i leader mondiali nella produzione di sistemi motore e componenti per sospensioni; Gruppo Editoriale L'Espresso, uno dei principali gruppi editoriali multimediali in Italia; KOS, tra i primi operatori privati nel settore socio sanitario in Italia.
Dal 2014 è azionista e partner di Decalia, società internazionale di gestione del risparmio con sede a Ginevra.
Rodolfo De Benedetti è stato amministratore delegato di CIR e COFIDE e presidente di Sorgenia e SOGEFI. Siede nei consigli di amministrazione del Gruppo Editoriale L'Espresso, di SOGEFI e di Decalia Asset Management. Dal maggio 2006 Rodolfo De Benedetti fa parte dell'European Advisory Board della Harvard Business School, mentre dal novembre dello stesso anno è membro della European Round Table of Industrialists.
Nel marzo del 2013 il padre Carlo De Benedetti ha trasferito gratuitamente a lui e ai suoi fratelli Marco ed Edoardo il controllo del gruppo. A seguito di tale operazione, nell'aprile del 2013, Rodolfo De Benedetti è stato nominato presidente esecutivo di COFIDE e del gruppo CIR.
Il 5 ottobre 2015 viene prosciolto insieme al fratello Marco riguardo ai morti causati dall'amianto alla Olivetti, mentre il padre viene rinviato a giudizio.

## Vita privata
Rodolfo De Benedetti è sposato con la scrittrice Emmanuelle de Villepin e ha tre figlie, Neige, anche lei scrittrice, Alix e Mita.